# سالوادور سانچز (بازیکن فوتبال)
سالوادور سانچز (انگلیسی: Salvador Sánchez؛ زادهٔ ۳۱ ژوئیهٔ ۱۹۹۵) بازیکن فوتبال اهل آرژانتین است.
از باشگاه‌هایی که در آن بازی کرده‌است می‌توان به باشگاه فوتبال ریور پلاته اشاره کرد.